# Chuck (sèrie de televisió)
Chuck és una comèdia d'acció televisiva dels Estats Units creada per Josh Schwartz i Chris Fedak. La sèrie tracta sobre Chuck Bartowski, un geni informàtic, que rep un e-mail codificat d'un antic company seu que ara treballa a la CIA; el missatge és descarregat a la ment d'en Chuck i resulta que és l'única còpia dels secrets més grans del món.
Produïda per College Hill Pictures, Wonderland Sound and Vision i Warner Bros. Television, la sèrie es va començar a emetre el 24 de setembre del 2007, a la NBC, els dilluns a la nit a les 8PM/7c just abans de la sèrie Herois. El 26 de novembre, NBC va anunciar que Chuck tindria una temporada completa. Al 13 de febrer del 2008, va ser anunciat per la NBC que Chuck tindria una segona temporada el 2008/2009. La segona temporada va començar el 29 de setembre del 2008, amb un total de 22 episodis planejats. La NBC llança el primer episodi de la segona temporada una setmana abans de la setena emissió per múltiples mètodes de distribució, i per compra en senyal de cable.
En català, aquesta sèrie s'ha emès per TV3 i el Canal 3XL.

## Argument
Chuck Bartowski és un maldestre socialment d'uns vint-i-pocs anys el qual treballa com a expert d'ordinadors a Nerd Herd al seu local Buy More (una paròdia de Geek Squad a Best Buy), una botiga d'electrodomèstics(una botiga CompUSA és usada per fer de botiga Buy More), amb el seu millor amic, Morgan Grimes. La germana d'en Chuck, Ellie, és una doctora que constantment està mirant pel millor d'en Chuck i vol ajudar-lo a trobar una nòvia. A la nit del seu aniversari, en Chuck rep un correu electrònic del seu antic company d'habitació de la Universitat Stanford, Bryce Larkin, que ara és un picaresc agent de l'Agència Central d'Intel·ligència. Quan ell obre l'e-mail, tot un servidor, únic, de dades secretes -només disponibles pel govern federal nord-americà— anomenat l'Intersect, és subliminalment descarregat a la seva ment a través d'una llarga sèrie d'imatges. Els dos serveis d'intel·ligència, la NSA i la CIA volen que les dades els siguin retornades i envien els seus agents respectius -l'agent Major John Casey i la Sarah Walker- per recuperar la informació.
D'ençà que el disc amb informació del govern va ser robat per en Bryce i destruït mentre intentava escapar, i d'ençà que en Chuck experimenta flaixos d'informació de la base de dades activada per certs processos subliminars, ell ha d'usar-los per ajudar el govern per aturar assassins i terroristes internacionals— la seva vida anterior s'havia esdevingut sense incidents. La decisió d'en Chuck de mantenir la seva nova ocupació a secret de la seva família i amics i viure la seva vida el més normal possible força a en Cassey i a la Walker a establir a una aliança poc convencional i inventar-se noves identitats (Walker es fa passar per la nòvia d'en Chuck i agafa una feina de cobertura a un restaurant local al costat de Buy More (antigament Wienerlicious, actualment Orange Orange) mentre que en Cassey agafa una feina a Buy More), amb l'objectiu de protegir a en Chuck a tot preu.
Amb el progrés de la sèrie, es revela que en Bryce és encara viu i una agència rival anomenada "Fulcre" és en la búsqueda de l'"Intersect", que creuen que està a l'interior d'en Bryce i no d'en Chuck. Al mateix temps el govern és en procés de reconstruir l'"Intersect". Els caps de les dues agències ordenen a en Cassey matar a en Chuck un cop l'"Intersect" estigui completat, Encara que, en el primer episodi de la segona temporada, Fulcre destrueix el nou Intersect del govern amb un cavall de Troya, permetent a en Chuck viure per més temps.

## Repartiment

### Principals
| Personatge                                | Interpretat per           | Temporades | Temporades | Temporades | Temporades | Temporades |
| Personatge                                | Interpretat per           | 1          | 2          | 3          | 4          | 5          |
| ----------------------------------------- | ------------------------- | ---------- | ---------- | ---------- | ---------- | ---------- |
| Charles Irving "Chuck" Bartowski          | Zachary Levi              | Principal  | Principal  | Principal  | Principal  | Principal  |
| Agent Sarah Walker                        | Yvonne Strahovski         | Principal  | Principal  | Principal  | Principal  | Principal  |
| Coronel John Casey                        | Adam Baldwin              | Principal  | Principal  | Principal  | Principal  | Principal  |
| Morgan Grimes                             | Joshua Gomez              | Principal  | Principal  | Principal  | Principal  | Principal  |
| Dr. Eleanor "Ellie" Bartowski             | Sarah Lancaster           | Principal  | Principal  | Principal  | Principal  | Principal  |
| Dr. Devon "Capità Impressionant" Woodcomb | Ryan McPartlin            | Habitual   | Principal  | Principal  | Principal  | Principal  |
| Michael "Big Mike" Tucker                 | Mark Christopher Lawrence | Habitual   | Principal  | Principal  | Principal  | Principal  |
| Lester Patel                              | Vik Sahay                 | Habitual   | Principal  | Principal  | Principal  | Principal  |
| Jeffrey "Jeff" Barnes                     | Scott Krinsky             | Habitual   | Principal  | Principal  | Principal  | Principal  |
| Brigadier General Diane Beckman           | Bonita Friedericy         | Habitual   | Habitual   | Habitual   | Principal  | Habitual   |
| Anna Wu                                   | Julia Ling                | Habitual   | Principal  | Convidada  |            |            |

### Habituals
- Tony Todd com a director de la CIA Langston Graham (temporades 1, 2 i 5)
- Matthew Bomer com a Bryce Larkin (temporades 1 i 2)
- C.S. Lee com a Harry Tang (temporada 1)
- Rachel Bilson com a Lou Palone (temporada 1)
- Mini Anden com a Carina Miller (temporades 1, 3 i 4)
- Tony Hale com a Emmett Milbarge (temporades 2 i 3)
- John Larroquette com a Roan Montgomery (temporades 2 i 4)
- Nicole Richie com a Heather Chandler (temporades 2 i 4)
- Jordana Brewster com a Jill Roberts (temporada 2)
- Chevy Chase com a Ted Roark (temporada 2)
- Scott Bakula com a Stephen Bartowski (temporades 2 i 3)
- Brandon Routh com a Daniel Shaw (temporades 3 i 5)
- Kristin Kreuk com a Hannah (temporada 3)
- Steve Austin com a Hugo Panzer (temporades 3 i 4)
- Mekenna Melvin com a Alex McHugh (temporades 3, 4 i 5)
- Linda Hamilton com a Mary Elizabeth Bartowski (temporades 4 i 5)
- Timothy Dalton com a Alexei Volkoff (temporada 4)
- Mercedes Masohn com a Zondra Rizzo (temporada 4)
- Lauren Cohan com a Vivian McArthur (temporada 4)
- Robin Givens com a Jane Bentley (temporada 4)
- Richard Burgi com a Clyde Decker (temporades 4 i 5)
- Carrie-Anne Moss com a Gertrude Verbanski (temporada 5)
- Angus Macfadyen com a Nicholas Quinn (temporada 5)

## Episodis
- Llista d'episodis de Chuck